# Ботліхський район
Бо́тліхський район (рос. Ботлихский район) — район у західній частині Дагестану Російської Федерації. Адміністративний центр — село Ботліх.

## Географія
Район розташований у центрально-західній частині республіки, є гірським районом. Межує на сході з Гумбетівським, на південному сході з Хунзахським, на півдні з Ахвахським, на південному заході з Цумадинським районами. На півночі та заході має кордон із Чечнею.

## Історія
Ботліхський кантон був утворений 22 листопада 1926 року. З 3 червня 1929 року кантон стає районом. 1930 року від району відокремлюється Гумбетівський, а 1933 року — Ахвахський райони. 1 лютого 1963 року до району було приєднано повністю Ахвахський та частина Гумбетівського району. 12 січня 1965 року він був відновлений у попередніх межах.

## Населення
Населення району становить 55308 осіб (2013; 54786 в 2012, 54600 в 2011, 54322 в 2010, 50469 в 2002).
Національний склад населення:
| Народність | Чисельність (2002) | %     | Чисельність (2010) | %     |
| ---------- | ------------------ | ----- | ------------------ | ----- |
| Аварці     | 50 361             | 99,79 | 51 636             | 95,06 |
| **Аварці   | 38 340             | 75,97 | 41 208             | 75,86 |
| **Андійці  | 12 021             | 23,82 | 6 930              | 12,76 |
| **Ботліхці |                    |       | 3 498              | 6,44  |
| Росіяни    | 46                 | 0,09  | 1 695              | 3,12  |
| Інші       | 62                 | 0,12  | 792                | 1,47  |

## Адміністративний поділ
Район адміністративно поділяється на 20 сільських поселень, які об'єднують 37 сільських населених пунктів:
| Поселення                       | Площа, км² | Населення, осіб (2008) | Населення, осіб (2010) | Центр        | Населені пункти |
| ------------------------------- | ---------- | ---------------------- | ---------------------- | ------------ | --------------- |
| Алацька сільська рада           | -          | 1915                   | 2764                   | Алак         | 1               |
| Андійська сільська рада         | -          | 4442                   | 5765                   | Анді         | 3               |
| Ансалтинська сільська рада      | -          | 5503                   | 4834                   | Ансалта      | 2               |
| Ашалинська сільська рада        | -          | 822                    | 788                    | Ашалі        | 1               |
| Ботліхська сільська рада        | -          | 11271                  | 12607                  | Ботліх       | 3               |
| Гагатлинська сільська арада     | -          | 3051                   | 3539                   | Гагатлі      | 1               |
| Годоберинська сільська рада     | -          | 2648                   | 3209                   | Годобері     | 3               |
| Зілівська сільська рада         | -          | 798                    | 1215                   | Зіло         | 1               |
| Кванхідатлинська сільська рада  | -          | 895                    | 921                    | Кванхідатлі  | 1               |
| Кіжанинска сільська рада        | -          | 297                    | 346                    | Кіжані       | 1               |
| Міарсинська сільська рада       | -          | 1689                   | 1714                   | Міарсо       | 1               |
| Мунинська сільська рада         | -          | 3516                   | 3877                   | Муні         | 3               |
| Нижньоінхелинська сільська рада | -          | 2041                   | 2113                   | Нижнє Інхело | 1               |
| Рахатинська сільська рада       | -          | 2542                   | 2909                   | Рахата       | 1               |
| Рікванинська сільська рада      | -          | 1556                   | 1177                   | Ріквані      | 3               |
| Тандівська сільська рада        | -          | 582                    | 641                    | Тандо        | 1               |
| Тлохська сільська рада          | -          | 2678                   | 2739                   | Тлох         | 1               |
| Хелетуринська сільська рада     | -          | 1350                   | 1374                   | Хелетурі     | 2               |
| Чанківська сільська рада        | -          | 710                    | 675                    | Чанко        | 5               |
| Шодродинська сільська рада      | -          | 1032                   | 1115                   | Шодрода      | 2               |

### Найбільші населені пункти
| №  | Населений пункт | Населення, осіб (2008) |
| -- | --------------- | ---------------------- |
| 1  | Ботліх          | 10 696                 |
| 2  | Ансалта         | 5 319                  |
| 3  | Анді            | 4 239                  |
| 4  | Гагатлі         | 3 051                  |
| 5  | Муні            | 2 894                  |
| 6  | Тлох            | 2 678                  |
| 7  | Годобері        | 2 584                  |
| 8  | Рахата          | 2 542                  |
| 9  | Нижнє Інхело    | 2 041                  |
| 10 | Алак            | 1 915                  |
| 11 | Міарсо          | 1 689                  |

## Господарство
Район сільськогосподарський, розвитку набуло тваринництво та землеробство.

## Туризм
На території району знаходяться Преображенська фортеця, міст у селі Нижнє Інхело, 4 мечеті, 2 сторожові вежі, андійське та шодродинське поселення, серед пам'яток природи — озеро Кезеноям.